# Gustav Hoppe
Gustav Hoppe (* 14. April 1899 in Wien; † 11. November 1974 ebenda) war ein österreichischer Architekt.

## Leben
Gustav Hoppe entstammte einer Architektenfamilie. Sein Vater war Paul Hoppe. Nach dem Besuch eines Privatgymnasiums studierte er ab 1919 Bauingenieurwesen an der Technischen Hochschule Wien bei Rudolf Saliger und Karl Mayreder. Er erlangte 1925 sein Diplom und promovierte zum Dr. techn. Danach arbeitete er im Büro seines Vaters, wo er ein Großprojekt in Sofia leitete, sowie weitere Projekte in Griechenland, Belgien und Frankreich betreute. Von 1928 bis 1946 war Hoppe Assistent am Institut für Baukonstruktion und Baumechanik. Er wurde Baurat und machte sich 1933, nach dem Tod seines Vaters, selbständig. 1935 wurde er Mitglied des Wiener Künstlerhauses.

## Werk
Hoppe war ein vielseitiger und vielbeschäftigter Architekt, jedoch ohne großen künstlerischen Anspruch. Während der nationalsozialistischen Zeit verwirklichte er zahlreiche Rüstungsprojekte in den Gauen Niederdonau und Oberdonau. Nach dem Krieg war er als Planer, Sachverständiger, Schätzmeister und Materialprüfer für die Gemeinde Wien tätig, wo er einige Wohnbauten errichtete. Daneben plante Hoppe vor allem Industriebauten in ganz Österreich. Außerdem renovierte er Kirchen.

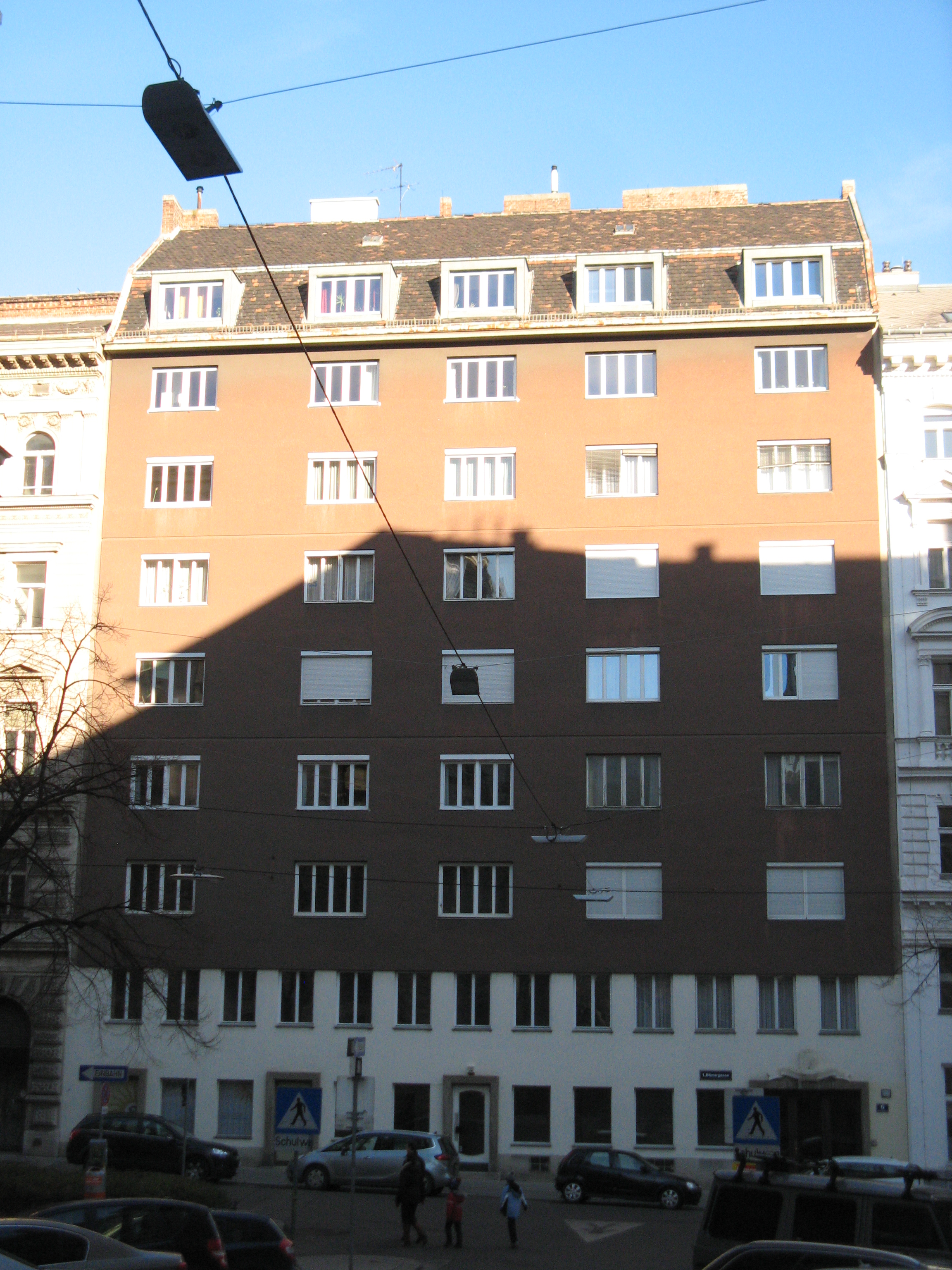
Börsegasse 6, Wien 1 (1951–1952)

- Hoch- und Ersatzbauten im Staubecken des Kraftwerks Jochenstein der Oberösterreichischen Kraftwerke-AG, zusammen mit Erwin Böck
- Wohnhausanlage, Hernalser Hauptstraße 98, Wien 17 (1949–1959)
- Wohnhaus, Börsegasse 6, Wien 1 (1951–1952)
- Wohnhausanlage, Migazziplatz, Wien 12 (1952), zusammen mit Viktor Fenzl
- Wohnhausanlage, Schüttaustraße / Kaisermühlendamm, Wien 22 (1955–1956), zusammen mit Erwin Böck und Walter Vasa
- Frauenoberschule und Bundesrealgymnasium XIX, Billrothstraße 26–30, Wien 19 (1960)
- Wohnhausanlage der Gemeinde Wien, Margaretenstraße 36, Wien 4 (1969–1970)
- Wohnhausanlage der Gemeinde Wien, Margaretenstraße 31, Wien 4 (1970–1972)
- Wohnhausanlage der Gemeinde Wien, Millergasse 23, Wien 6 (1975–1978)

Außerdem:
- Maschinenhalle der Julius Pintsch AG
- Silos und Speicher für landwirtschaftliche Betriebe in Niederösterreich
- mehrere Sägewerke
- Ausstellungsbauten, Messepavillons
- Renovierungsarbeiten am Dom zu Gurk
- Renovierungsarbeiten an der Pfarrkirche Göllersdorf